# Jhonatan Narváez Prado
Jhonatan Narváez Prado (castellà: Jhonatan Manuel Narváez Prado)  (Sucumbíos Canton, 4 de març de 1997) és un ciclista equatorià, professional des del 2016 i actualment a l'equip UAE Team Emirates XRG. Combina la carretera amb el ciclisme en pista. En el seu palmarès destaquen els campionats nacionals en ruta de 2017, 2024 i 2025 i, sobretot, dues etapes al Giro d'Itàlia, la primera el 2020 i la segona el 2024.

## Palmarès en pista
- 2015
  - 1r als Campionats Panamericans júnior en Persecució
  - 1r als Campionats Panamericans júnior en Puntuació

## Palmarès en ruta
- 2017
  -  Campió de l'Equador en ruta
  - 1r al Circuit de les Ardenes
  - Vencedor d'una etapa al Tour de Gila
- 2020
  - 1r a la Setmana Internacional de Coppi i Bartali i vencedor d'una etapa
  - Vencedor d'una etapa al Giro d'Itàlia
- 2023
  - 1r a la Volta a Àustria i vencedor de 3 etapes
  - 1r als Jocs Panamericans en ruta
- 2024
  -  Campió de l'Equador en ruta
  - 1r a la Schwalbe Classic
  - Vencedor d'una etapa al Giro d'Itàlia
  - 2n de la general al Tour Down Under
  - 5è a la Clàssica de Sant Sebastià
  - 5è a la Cadel Evans Great Ocean Road Race
- 2025
  -  Campió de l'Equador en ruta
  - 1r  al Tour Down Under[4] i vencedor d'una etapa

### Resultats al Giro d'Itàlia
- 2019. 80è de la classificació general
- 2020. Abandona (15a etapa). Vencedor d'una etapa
- 2021. 49è de la classificació general
- 2022. 42è de la classificació general
- 2024. 28è de la classificació general. Vencedor d'una etapa. Porta el mallot rosa  durant una etapa.

### Resultats a la Volta a Espanya
- 2021. Abandona (15a etapa)
- 2024. 50è a la classificació general